# Завокзальный (Сочи)
Завокза́льный — микрорайон в Центральном районе Сочи Краснодарского края, Россия. 

## Расположение
Микрорайон расположен на северном склоне горы Батарейка и амфитеатром спускается к подошве горы — равнинной части левого берега реки Сочи. Ограничен улицами Пионерской (с востока), Туапсинской и Завокзальным переулком (с севера), Титова и Тоннельной (с запада) и Мичурина и Севастопольской улицей (с юга).  

## История
Получил название по расположению за железнодорожным вокзалом «Сочи». Северо-западная часть микрорайона имеет древнее название Ареда, появившееся в начале XIX века. В 1930-х на территории нынешнего микрорайона (южная, восточная части) располагались только частные дома, остальные земли были заняты садами совхоза, позже названного именем В. И. Ленина. Совхоз образован в 1920 после национализации имения одного из самых крупных сочинских землевладельцев Костарева.

## Улицы

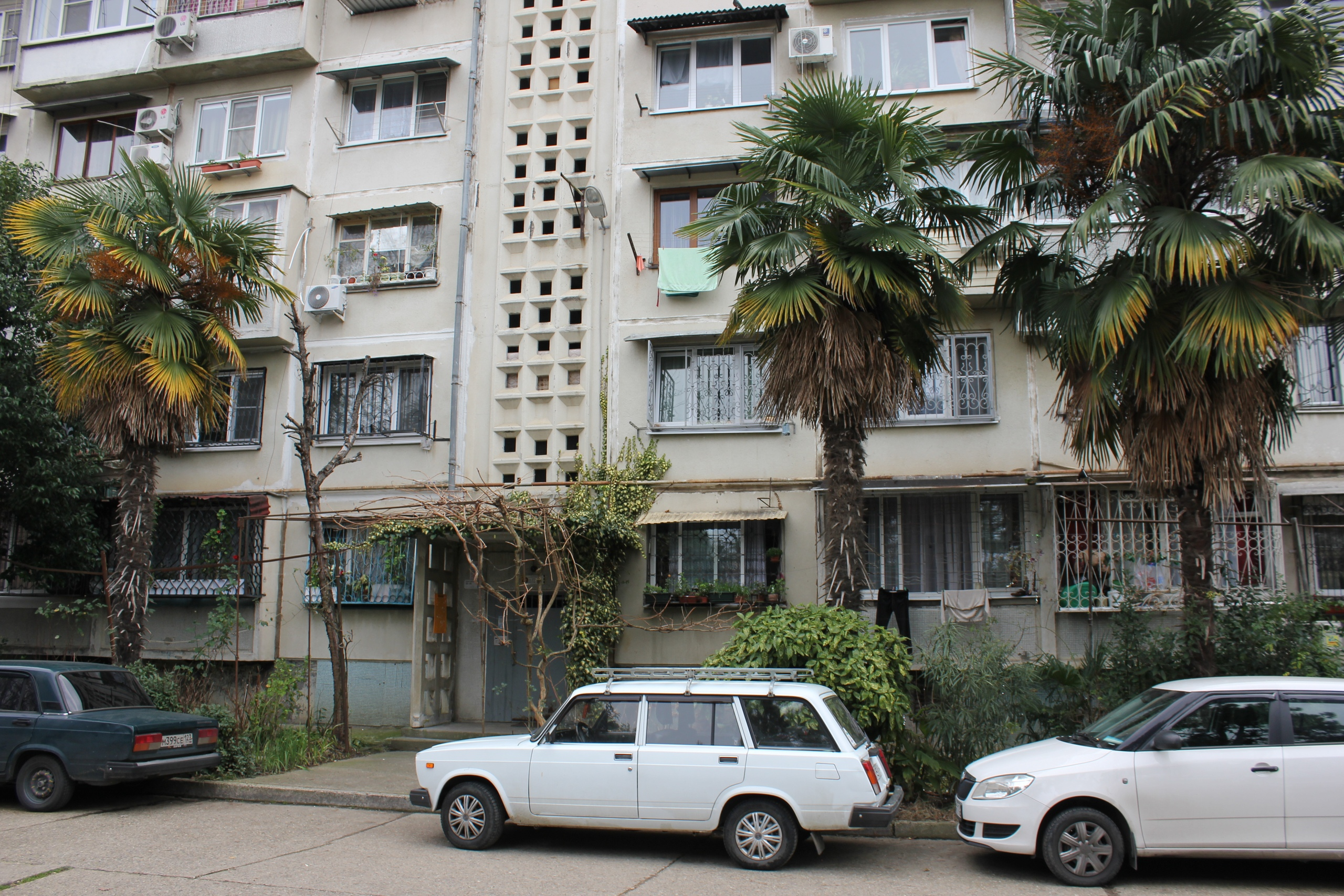
Дом по улице Тоннельной в центральном Сочи. Микрорайон Завокзальный. Январь 2019.

- Завокзальный переулок (Сочи)
- Туапсинская улица (Сочи)
- Улица Титова (Завокзальный)
- Переулок Трунова (Сочи)
- Невская улица (Сочи)
- Одесская улица (Сочи)
- Волгоградская улица (Сочи)
- Параллельная улица (Сочи)
- Севастопольская улица (Сочи)
- Севастопольский переулок (Сочи)
- Альпийская улица (Сочи)
- Тоннельная улица (Сочи)
- Улица Докучаева (Сочи)
- Переулок Докучаева (Сочи)
- Улица Мичурина (Сочи)
- Улица Ломоносова (Сочи)
- Пионерская улица (Сочи)